# Theater am Schiffbauerdamm

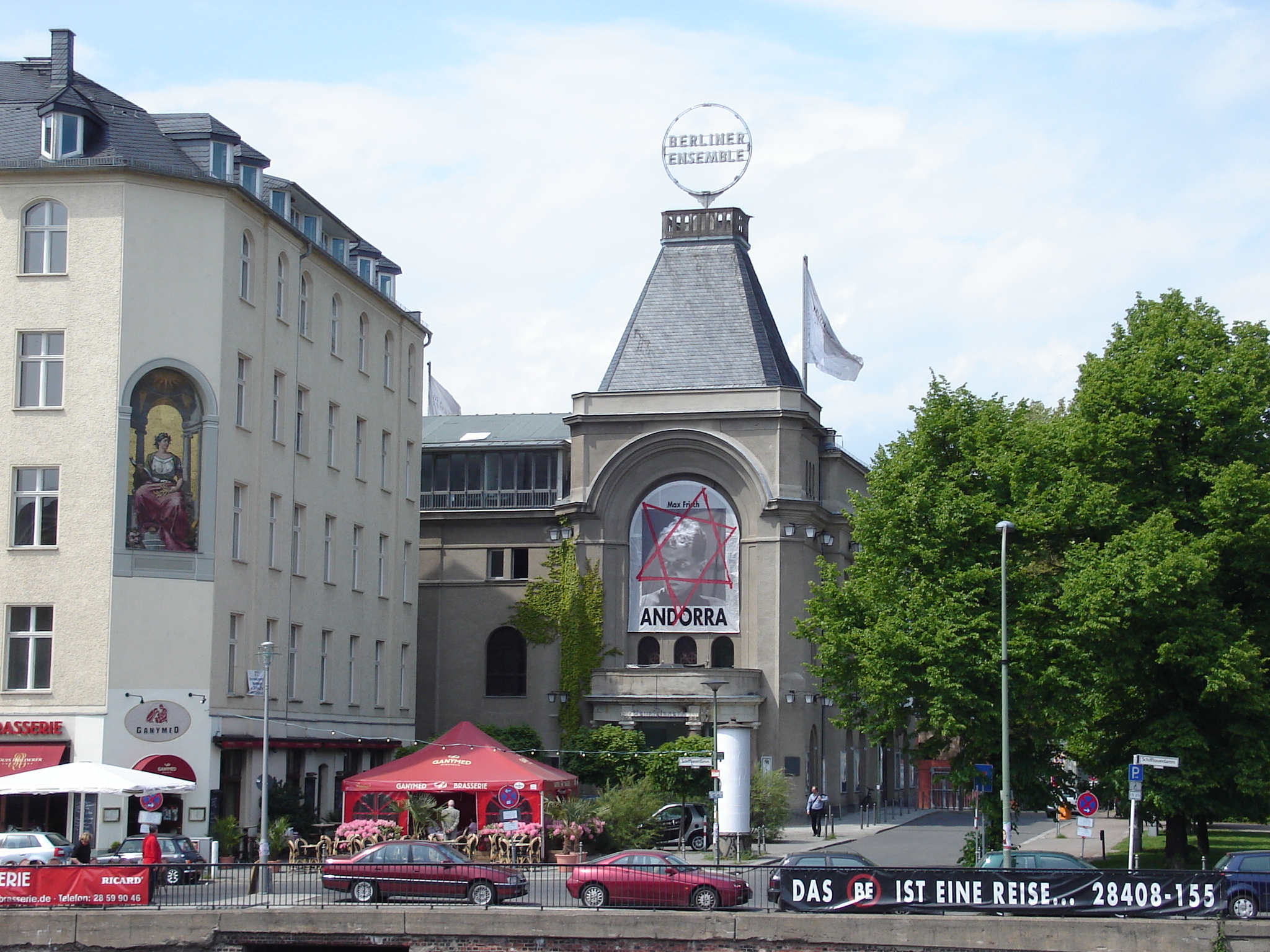
Theater am Schiffbauerdamm, desde el río Spree

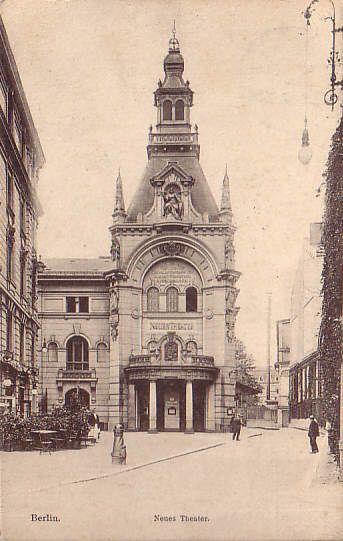
Neues Theater, postal de alrededor de 1908.

El Theater am Schiffbauerdamm es un famoso teatro berlinés construido sobre la Schiffbauerdamm del río Spree en Berlín.
De estilo neobarroco, fue inaugurado en 1892 llevando la firma del arquitecto Heinrich Seeling con Ifigenia en Tauride de Johann Wolfgang von Goethe. 
En 1893 se estrenó Die Weber de Gerhart Hauptmann y entre 1903-1906 como Neues Theater fue dirigido por Max Reinhardt.
Allí se estrenó Der fröhliche Weinberg de Carl Zuckmayer en 1925 y La ópera de tres centavos (Die Dreigroschenoper) en 1928. 
En 1929, Bertolt Brecht dirigió Pioneers in Ingolstadt causando un escándalo y Gustaf Gründgens debutó como director en Orphée de Jean Cocteau.
Desde 1931 fue llamado Deutsches Nationaltheater am Schiffbauerdamm pasando por sus tablas Lotte Lenya, Carola Neher, Hilde Körber, Helene Weigel, Ernst Busch, Ernst Deutsch, Kurt Gerron, Theo Lingen and Peter Lorre.
Con la ascensión del nazismo comenzó a declinar hasta cerrar en 1944.
Desde 1954 es sede del célebre grupo Berliner Ensemble de Bertolt Brecht y su mujer Helene Weigel.